# Keith Andrews
Keith Joseph Andrews, född 13 september 1980 i Dublin, Irland, är en tidigare irländsk fotbollsspelare som spelade som en defensiv mittfältare. Inför engelska Premier Leagues säsongstart hösten 2025 har Keith Andrews utnämnts till ny huvudtränare i London-klubben Brentford dit han 2024 kom som assisterande tränare.
Andrews började sin karriär i Wolverhampton Wanderers, där han var deras yngsta lagkapten på över ett århundrade. Han har under sin karriär även spelat för Hull City och Milton Keynes Dons, samt varit utlånad till Oxford United, Stoke City och Walsall under sin tid i Wolverhampton Wanderers. När han spelade för Milton Keynes Dons var han lagkapten och hjälpte klubben att vinna Football League Trophy samt blev utnämnd i PFA Team of the Year.
Han bytte klubb till Blackburn Rovers i september 2008 och spelade tre säsonger på Ewood Park, vilket inkluderade att han var utlånad en säsong till Ipswich Town. Efter en kort period i West Bromwich Albion bytte Andrews igen klubb, denna gången till Bolton Wanderers. I Bolton Wanderers blev han sedan utlånad till Brighton & Hove Albion, Watford och Milton Keynes Dons innan han avslutade sin karriär under sommaren 2015.
Andrews spelade 35 matcher för Irlands herrlandslag i fotboll mellan 2008 och 2012 och blev uttagen för Europamästerskapet i fotboll 2012.

## Meriter

### Klubblag

#### Milton Keynes Dons
- Football League Trophy: 2008
- Football League Two (Nivå 4) Mästare: 2008
- Football League One (Nivå 3) Tvåa: 2014–2015

### Landslag

#### Irland
- Carling Nations Cup: 2011

### Individuella
- PFA League Two Team of the Year: 2008
- League Two Årets spelare: 2008
- Årets irländska spelare: 2012